# Lamoral Claudius von Thurn und Taxis

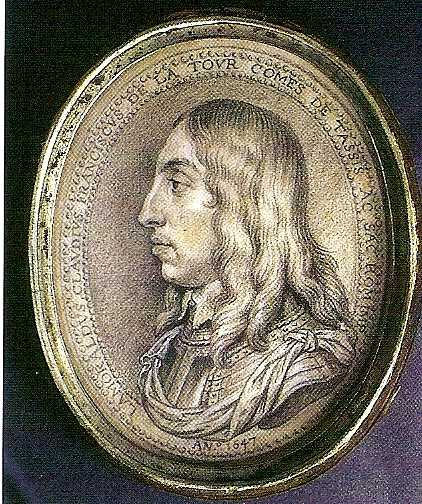
Graf Lamoral Claudius Franz

Lamoral Claudius Franz, Graf von Thurn-Valasassina und Taxis, genealogisch auch Lamoral II. Claudius Franz genannt, (getauft am 14. Februar 1621 in Brüssel; † 13. September 1676 in Antwerpen) wurde nach Erreichung der Volljährigkeit im Jahre 1646 Generalerbpostmeister und löste seine Mutter, Gräfin Alexandrine, ab, die bis dahin stellvertretend die Kaiserliche Reichspost und die spanisch-niederländische Post geleitet hatte. Nach der kaiserlich genehmigten Namensänderung im Jahre 1650 nannte er sich von Thurn, Valsassina und Taxis, kürzte aber den Namen auf Thurn und Taxis, frz. de la Tour et Tassis ab. Neben seiner Mutter war er maßgeblich an der Organisation der Postkurse zu den Friedensverhandlungen in Osnabrück und Münster beteiligt. Nach dem Ende des Dreißigjährigen Krieges konnte er im Wettstreit mit den konkurrierenden Landespostanstalten den Fortbestand der Kaiserlichen Reichspost durch gegenseitige Abkommen sichern, konnte aber die Monopolstellung nicht halten.
Lamoral Claudius Franz war seit dem 6. Februar 1650 mit Gräfin Anna Franziska Eugenia von Horn († 25. Juni 1693) verheiratet. Sie war die Tochter Philippe Lamoral von Horn († 1654) Graf von Houtekerke und Prinzessin Dorothée Jeanne von Arenberg († 1665).

## Biografie

### Jugend
Lamoral Claudius Franz war der einzige Sohn Leonhards II. von Taxis und dessen Ehefrau Alexandrine, gebürtige de Rye, Comtesse de Varax. Nach dem unerwarteten Tod seines Vaters erhielt er 1628 im Alter von sieben Jahren die Anwartschaft auf das Amt des spanisch-niederländischen Generalpostmeisters und des Generalerbpostmeisters der Kaiserlichen Reichspost. Seine Mutter Alexandrine, die bis zu seiner Volljährigkeit die Vormundschaft innehatte, sorgte für eine profunde Ausbildung im Postwesen und in verschiedenen Sprachen, wie Niederländisch, Latein, Französisch, Italienisch, Deutsch und Spanisch.

### Wirken bis zum Westfälischen Frieden

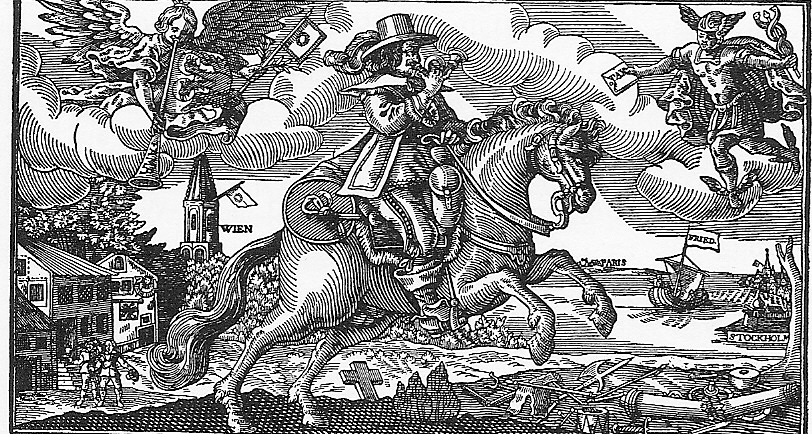
Postreiter der Kaiserlichen Reichspost als Botschafter vom Westfälischen Frieden 1648

Lamoral Claudius Franz trat erstmals nach Erreichen der Volljährigkeit (damals im Alter von 25 Jahren), noch vor seiner offiziellen Ernennung zum Generalpostmeister durch Urkunden im eigenen Namen hervor. Eine seiner ersten Amtshandlungen bestand darin, dass er am 27. Februar 1646 seinen Cousin Johann Baptista von Taxis als Augsburger Postmeister bestätigte.
Nachdem er am 11. September 1646 von Kaiser Ferdinand III. als Generalpostmeister bestätigt worden war, übernahm er offiziell die Betreibung der Kaiserlichen Reichspost.
Am Ende des Dreißigjährigen Krieges, während der Friedensverhandlungen in Osnabrück und Münster, organisierte er die Poststafetten zwischen Detmold und Osnabrück, Bückeburg und Osnabrück, richtete einen Postkurs von Köln über Lünen nach Münster ein, betrieb die Postverbindung zwischen Münster und Osnabrück und den noch von seiner Mutter eingerichteten Postkurs Köln – Roermond – Brüssel weiter. Nach dem Westfälischen Frieden sorgte er für die Rückverlagerung des Niederländischen Postkurses auf die traditionelle Route.

### Namensänderung

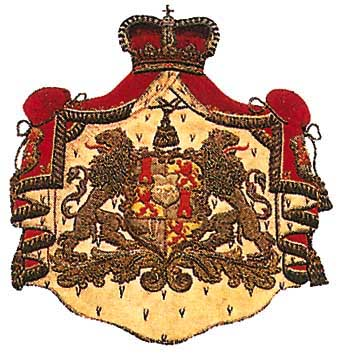
Wappen Thurn und Taxis

Schon in seinem ersten belegten Dokument aus dem Jahre 1646 bezeichnete er sich im Anschluss an die von seiner Mutter initiierten genealogischen Forschungen als „Lamoral Claudius Francißcus de la Tour“, Graf von „Tassis“, obwohl die Namensänderung erst 1650 offiziell vom Kaiser genehmigt wurde.
Als Fortsetzung der Vorarbeit seiner Mutter zur Statusaufbesserung der Familie beauftragte Lamoral Claudius im Jahre 1647 einen weiteren Genealogen namens Engelbert Flacchio, ein Buch zur dynastischen Geschichte des Hauses zu schreiben. Dieses Buch wurde allerdings erst 1709 unter seinem Sohn und Nachfolger Eugen Alexander publiziert.
Zunächst erkannte der spanische König Philipp IV. am 6. Oktober 1649 die Abstammung der Familie Taxis von den Torriani an. Kaiser Ferdinand III. erlaubte am 24. Dezember 1650 die Namensänderung. Seit 1653 trug das Haus Thurn und Taxis statt des Reichsadlers den Turm der della Torre im Wappen, behielt aber im Herzschild den Dachs bei.

### Bautätigkeit und Erwerb von Grundbesitz
Lamoral Claudius Franz bemühte sich zeitlebens um eine Aufwertung und einen gesellschaftlichen Aufstieg der Familie innerhalb des Adelshierarchie, der sich auch in seiner Bautätigkeit niederschlug. Zunächst ließ er die von Franz von Taxis begründete Grablege in der Brüsseler Kirche Notre Dame du Sablon barock umgestalten. Um 1660 wurde das Jagd- und Lustschloss Beaulieu nahe Brüssel errichtet. Ferner ließ er das Palais gegenüber der Kirche Notre Dame du Sablon zu einem Prunkbau umbauen. Um einen standesgemäßen Grundbesitz nachzuweisen, erwarb er 1670 von der Familie seiner Frau die Herrschaft Braine-le-Château und Haut-Ittre im Hennegau, zusätzlich zu dem bereits vorhandenen Besitz in der Grafschaft La Roche-en-Ardenne. Trotz dieser Bemühungen wurde jedoch erst sein Sohn Eugen Alexander in den spanischen und deutschen Fürstenstand erhoben.

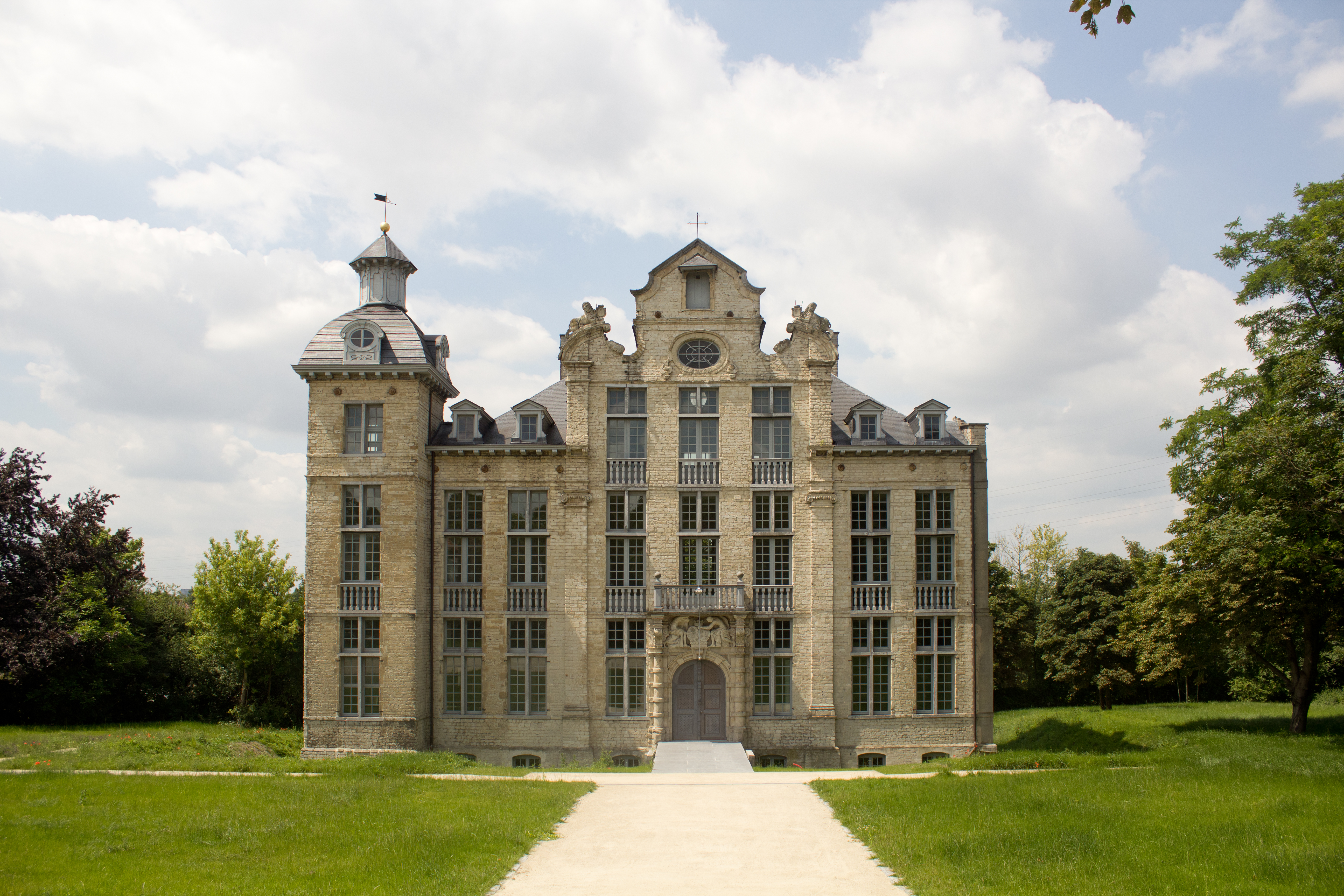
Lustschloss Beaulieu in Machelen
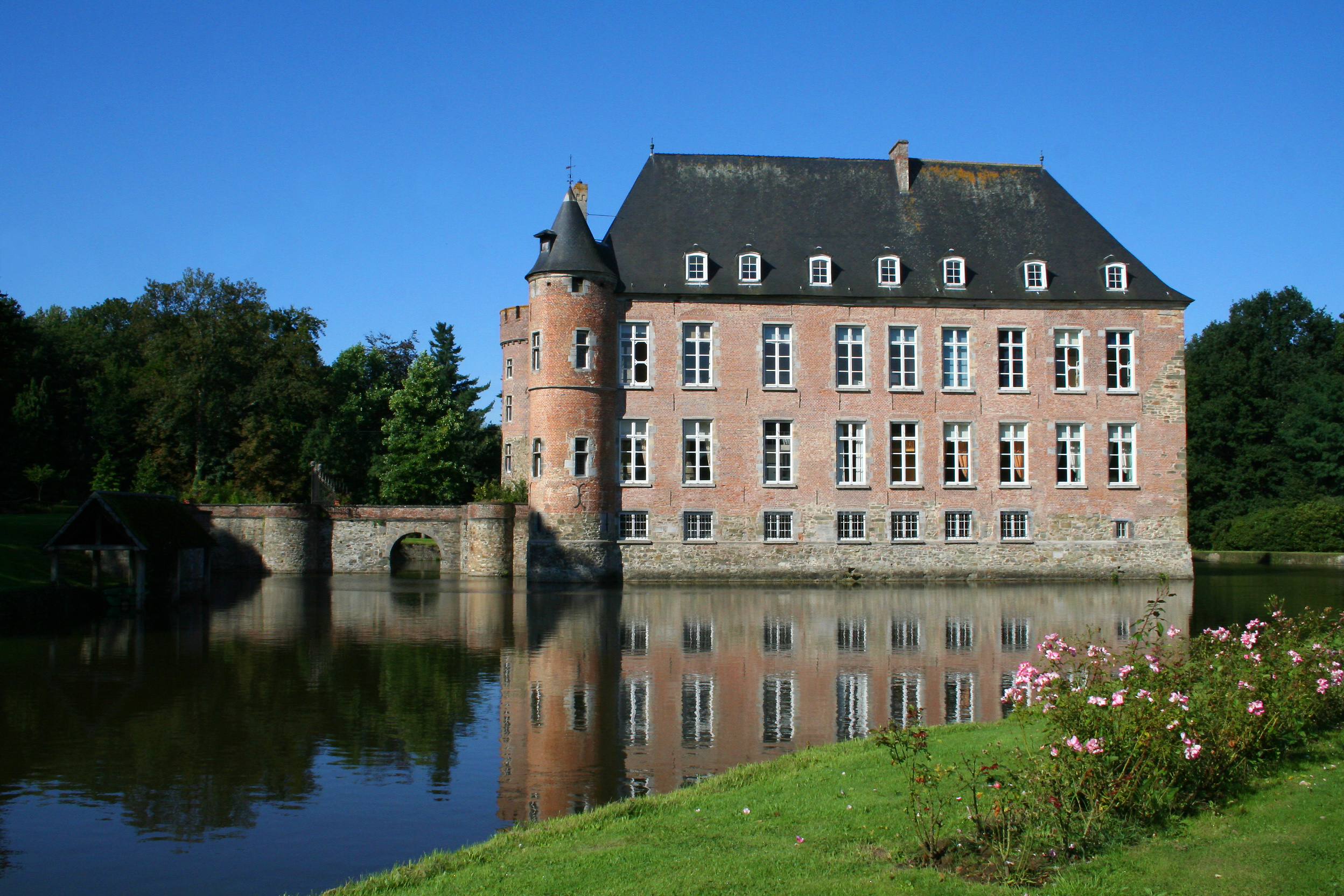
Schloss Braine-le-Château
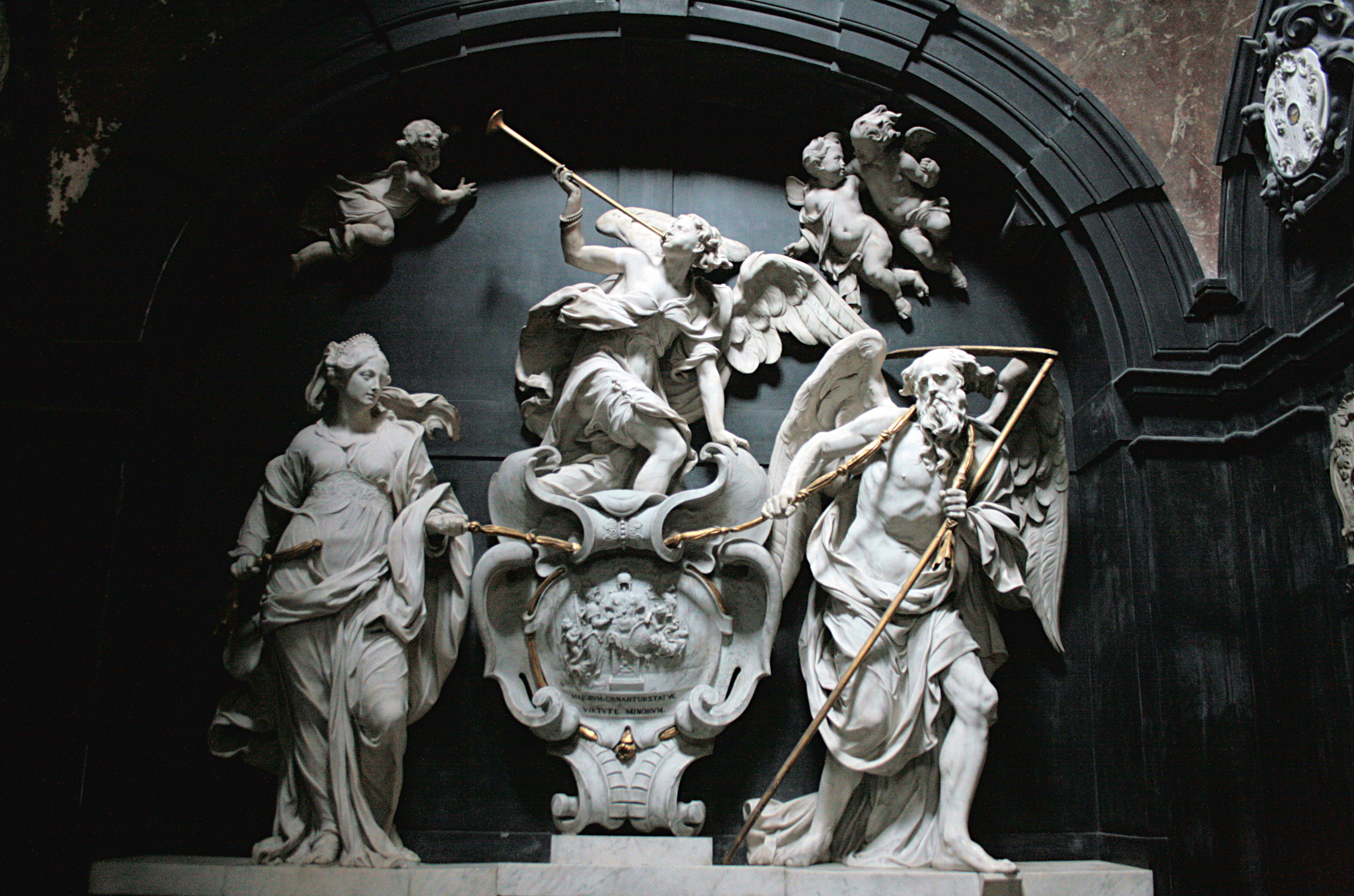
Grabmal Lamoral Claudius Franz’ in Notre Dame du Sablon (1678)

### Wirken als Generalpostmeister
Am 2. Dezember 1649 erhielt Lamoral Claudius ein kaiserliches Patent, das ihn berechtigte, überall im Heiligen Römischen Reich Poststationen einzurichten.
Da die Betreibung der Kaiserlichen Reichspost seit 1615 als Erblehen galt, setzte er sich persönlich, auch im Außenverhältnis, für die Anerkennung ein. Auf dem Reichstag zu Regensburg versuchte er, für die Ausdehnung des Postnetzes unter seiner Leitung zu werben. Ebenso war er als Lehnsträger bei der Kaiserwahl Leopolds I. anwesend.
Am 13. Februar 1664 schloss er mit dem Bayerischen Kurfürsten Ferdinand Maria einen Vertrag über die Einrichtung neuer Postkurse von München nach Augsburg, München – Innsbruck, München – Regensburg, München – Wels und München – Salzburg. Ebenso schloss er am 13. Februar 1672 mit dem Trierer geistlichen Kurfürsten Karl Kaspar von der Leyen einen Vertrag über den Postkurs von Trier nach Koblenz.
Bedingt durch den Ausbruch des Holländischen Krieges zwischen Frankreich und den Vereinigten Niederlanden wurden erneut Routenverlagerungen nötig. Nachdem es 1675 trotz Schutzbriefen im kurtrierischen Raum zu Übergriffen der französischen Söldner gekommen war, erwirkte er ein kaiserliches Dekret, dass die Poststationen besser geschützt werden sollten. Ebenso beschwerte er sich bei Ludwig XIV., erhielt aber eine abschlägige Antwort des französischen Post- und Kriegsministers Louvois.

### Konkurrenzkampf

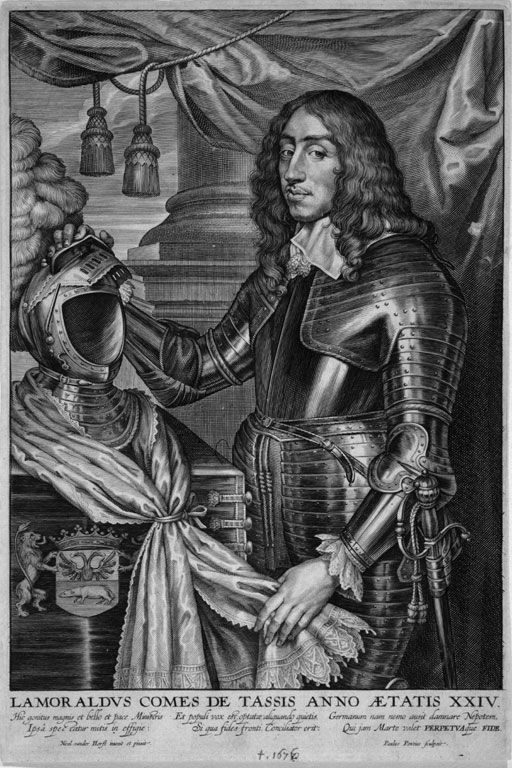
Lamoral Claudius Franz

Schon während des Dreißigjährigen Krieges und während der Friedensverhandlungen in Münster und Osnabrück hatte es Bestrebungen der evangelischen Territorialherren gegeben, ein eigenständiges Postwesen in Stafettenform aufzubauen. Zwar gab es das 1597 von Rudolf II. verkündete kaiserliche Postregal, aber die evangelischen Reichsstände argumentierten, dass auch die österreichischen Habsburger eine unabhängige Hofpost betrieben, die 1615 von seinem Großvater Lamoral von Taxis anerkannt worden war. Nach dem Westfälischen Frieden setzte ein verstärkter „Verselbständigungsprozeß der Landesposten“ ein. Dies galt besonders für das Kurfürstentum Brandenburg, das Kurfürstentum Sachsen, Hessen-Kassel und Braunschweig-Lüneburg. Lamoral Claudius Franz als Generalerbpostmeister versuchte vergeblich, dieser Entwicklung entgegenzuwirken. Bei der 1658 einberufenen Konferenz der evangelischen Reichsstände in Hildesheim wurde ein gemeinsames Vorgehen gegen die Ansprüche des Hauses Taxis beschlossen. Lamoral Claudius Franz verwies in einer Gegenschrift erneut auf das Postregal, musste aber schließlich nach Verhandlungen die Konkurrenz akzeptieren und verlor mehrere Postkurse. Trotzdem konnte er im Heiligen Römischen Reich und im internationalen Postverkehr das Postnetz erweitern. Auf einer weiteren Postkonferenz in Hildesheim im Jahre 1666 kam es schließlich zu einer endgültigen Abgrenzung der Interessengebiete.
Lamoral Claudius Franz von Thurn und Taxis setzte sich während seiner Amtszeit verstärkt für die Organisation und die Belange der einzelnen Poststationen ein und war ein unermüdlicher Briefschreiber. So sind im Fürst Thurn und Taxis Archiv Regensburg Tausende seiner Briefentwürfe in verschiedenen Sprachen erhalten geblieben. Daneben galt er als zäher Verhandlungspartner, was auch aus einem Beschwerdebrief des Brandenburgischen Kurfürsten an den Kaiser hervorgeht, dass „der Graff Taxis sich in seinen Schranken zu halten mit ernst angewiesen werde“.

## Nachkommen
Aus der Ehe mit Anna Franziska Eugenia Gräfin von Horn gingen folgende Kinder hervor:
- Eugen Alexander (Taufe 11. Januar 1652, † 21. Februar 1714), Nachfolger als Generalpostmeister
- Inigo Lamoral (Taufe 6. November 1653; † 1. Oktober 1713), kaiserlicher Kavalleriegeneral, ⚭ mit Maria Claudia Franziska Walburg Gräfin Fugger von Nordendorf
- Franz Sigismund (* 30. Januar 1655; † 19. Januar 1710), Generalkapitän und Gouverneur von Lüttich, ⚭ mit Anna Hyazinthe Gräfin von Ursel
- Genoveva Ernestina Maria (Taufe 26. November 1657; † 1686), ⚭ mit Martin Gutierrez Ms de los Rios, Kapitän der spanischen Garde
- Anton Alexander (Taufe 3. Juli 1662; † 6. Juni 1683), Soldat, vor Neuhäusel gefallen

Im Kindesalter gestorben
- Philipp Leopold (* 18. November 1650; † 10. Juni 1657)
- Sohn (1656–1656)
- Isabella Maria (Taufe 3. September 1660; † November 1671)
- Maria Theresia (Taufe 7. Mai 1663; † vor dem 28. Oktober 1673)